# Panama Oeste
Panamá Oeste is een provincie van Panama, gelegen ten westen van het Panamakanaal. De provincie werd in 2014 gevormd uit het westelijk deel van de provincie Panamá. De hoofdstad is La Chorrera.
De provincie heeft 464.038 inwoners (2010) op een oppervlakte van ruim 2.880 km².

## Districten
De provincie bestaat uit vijf gemeenten (distrito); achter elk district de hoofdplaats (cabecera):
- Arraiján (Arraiján)
- Capira (Capira)
- Chame (Chame)
- La Chorrera (La Chorrera)
- San Carlos (San Carlos)

Bocas del Toro · Chiriquí · Coclé · Colón · Darién · Herrera · Los Santos · Panamá · Panamá Oeste · Veraguas